# 카키색
카키색은 색 중 하나이다.
흙과 비슷한 갈색을 띤다

어원은 페르시아어 khâk(페르시아어: خاک [χɒːk] → '흙, 먼지, 땅'이라는 뜻)에 형용사형 어미 'ی-'가 붙은 것이며, 낱말의 뜻은 '먼지나는, 흙내나는, 지상의'이다. 이 단어에서 파생된 우르두어를 거쳐 카키색으로 불리게 되었다.
이 색은 인도가 영국의 식민지 상태였을때의 군복의 색으로 1848년부터 쓰이는 색의 이름이다. 색깔은 파생된 이름과 같은 모래와 같은 색깔로, 이후에 사막과 해변에서 작전하는 군의 위장색깔로 많이 애용되었다.
대한민국 해군 하절기 근무복과 대한민국 해병대 하정복 상의가 카키색이다. 많은 사람들이 카키색을 진한 녹색계열의 색으로 잘못알고 있는 경우가 많다.

## 같이 보기
- 야전회색